# Карасинська сільська рада (Сарненський район)
Кара́синська сільська́ ра́да — колишній орган місцевого самоврядування в Сарненському районі Рівненської області. Адміністративний центр — село Карасин.

## Загальні відомості
- Карасинська сільська рада утворена в 1939 році.
- Територія ради: 135,271 км²
- Населення ради: 655 осіб (станом на 2001 рік)
- Водоймища на території, підпорядкованій даній раді: озеро Озерця.

## Населені пункти
Сільській раді були підпорядковані населені пункти:
- с. Карасин

## Склад ради
Рада складалася з 12 депутатів та голови.
- Голова ради: Шкодич Микола Павлович
- Секретар ради: Тишковець Світлана Павлівна

### Керівний склад попередніх скликань
| Прізвище, ім'я, по батькові | Основні відомості                                                             | Дата обрання | Дата звільнення |
| --------------------------- | ----------------------------------------------------------------------------- | ------------ | --------------- |
| Шкодич Микола Павлович      | Сільський голова, 1974 року народження, освіта незакінчена вища, безпартійний | 26.03.2006   | 31.10.2010      |
| Шкодич Микола Павлович      | Сільський голова, 1974 року народження, освіта незакінчена вища, безпартійний | 31.10.2010   |                 |

Примітка: таблиця складена за даними сайту Верховної Ради України